# Flores (El Petén)
Flores é uma cidade da Guatemala e a capital do departamento de El Petén.
A parte antiga da cidade de Flores está localizada numa ilha do lago Petén Itzá, conectada por uma pequena via ao continente, como na foto acima. A população em 2003 era de 13,700 habitantes.
A cidade é o principal destino de estadias para os turistas que visitam as  Tikal .
No continente há as cidades vizinhas de Santa Elena e San Benito.
Na época pré-colombiana, Flores foi a cidade maia de Tayasal.